# Klartext (radioprogram)
Klartext är ett radioprogram som sänder nyheter på lätt svenska. Programmet hade premiär den 11 april 1994  sänds av SR i kanalen SR P4. Programmets främsta målgrupp är personer med kognitiva funktionsnedsättninger, men har även andra lyssnare i behov av nyhetsförmedling på lättare svenska. Klartext har hundratusentals lyssnare.